# Hermiston
Hermiston (en anglais [ˈhɜːrməstən]) est une ville du comté d'Umatilla, situé dans l’État de l’Oregon, aux États-Unis. Sa population s’élevait à 16 745 habitants lors du recensement de 2010, estimée à 17 671 habitants en 2018. C’est la ville la plus peuplée du comté.

## Histoire
La ville a été fondée en 1907.

## Démographie
| Groupe            | Hermiston | Oregon | États-Unis |
| ----------------- | --------- | ------ | ---------- |
| Blancs            | 74,2      | 83,7   | 72,4       |
| Autres            | 19,0      | 5,3    | 6,2        |
| Métis             | 3,0       | 3,8    | 2,9        |
| Asiatiques        | 1,5       | 3,7    | 4,8        |
| Amérindiens       | 1,3       | 1,4    | 0,9        |
| Afro-Américains   | 0,8       | 1,8    | 12,6       |
| Océaniens         | 0,2       | 0,4    | 0,2        |
| Total             | 100       | 100    | 100        |
|                   |           |        |            |
| Latino-Américains | 35,0      | 11,8   | 17,37      |

Selon l’American Community Survey, pour la période 2011-2015, 72,53 % de la population âgée de plus de 5 ans déclare parler l’anglais à la maison, alors que 26,02 % déclare parler l’espagnol, 0,64 % le vietnamien et 0,81 % une autre langue.

## Source
- (en) Cet article est partiellement ou en totalité issu de l’article de Wikipédia en anglais intitulé « Hermiston, Oregon » (voir la liste des auteurs).

1. ↑  (en)https://www.pdx.edu/prc/population-reports-estimates
2. ↑  (en) « Population-Oregon », sur U.S. Census 1910, U.S. Census Bureau (consulté le 22 novembre 2013)
3. ↑  (en) « Population-Oregon », sur 15th Census of the United States, U.S. Census Bureau (consulté le 27 novembre 2013)
4. ↑  (en) « Number of Inhabitants: Oregon », sur 18th Census of the United States, U.S. Census Bureau (consulté le 22 novembre 2013)
5. ↑  (en) « Oregon: Population and Housing Unit Counts », U.S. Census Bureau (consulté le 22 novembre 2013)
6. ↑  (en) « Incorporated Places and Minor Civil Divisions Datasets: Subcounty Population Estimates: April 1, 2010 to July 1, 2012 » [archive du 11 juin 2013], U.S. Census Bureau (consulté le 25 novembre 2013)
7. ↑  (en) « Hermiston, OR Population - Census 2010 and 2000 », sur censusviewer.com (consulté le 2 mars 2016)
8. ↑  (en) « Population of Oregon - Census 2010 and 2000 », sur censusviewer.com (consulté le 2 mars 2016)
9. ↑  (en) « Language spoken at home by ability to speak English for the population 5 years and over », sur factfinder.census.gov.